# Berliner Tisch-Tennis Verband
Der Berliner Tisch-Tennis Verband e.V. (BTTV) ist der Zusammenschluss der Tischtennis-Vereine in Berlin. Er wurde 1927 gegründet und ist der älteste Landesverband im Deutschen Tischtennis-Bund (DTTB). Der BTTV ist als Fachverband Mitglied im Landessportbund Berlin e.V. (LSB).
Die Geschäftsstelle befindet sich in der Paul-Heyse-Straße im Berliner Bezirk Prenzlauer Berg.
Als Abkürzung wird neben BTTV auch BeTTV (zur Unterscheidung vom Bayerischen TTV) verwendet.

## Geschichte
Nach der Gründung des Deutschen Tischtennis-Bundes 1925 in Berlin 1925 wurde der Berliner Tisch-Tennis Verband zwei Jahre später im Jahr 1927 als Zusammenschluss von zunächst Vereinen gegründet. Damit ist der BTTV der älteste Landesverband im DTTB.
1949 nach der Teilung Berlins gab es einen Ost- und einen West-Berliner Verband, die bis 1957 gemeinsame Berliner Meisterschaften durchführten. Am 16. November 1990 erfolgte die „Wiedervereinigung“ der Verbände.
Gegenwärtig (2023) fasst der Verband etwa 100 Mitgliedsvereine, darunter einige aus dem Umland, die dem Tischtennis Verband Brandenburg angehören, aber am Spielbetrieb innerhalb Berlins teilnehmen. Die Vereine haben zusammen ca. 7000 Mitglieder.

## Präsidium
Der BTTV wird ehrenamtlich durch das Präsidium geführt, welches sich aus dem Präsidenten und den Vize-Präsidenten zusammensetzt. Das Präsidium wird alle zwei Jahre auf dem Verbandstag gewählt.
| Zeitraum     | Präsident          |
| ------------ | ------------------ |
| 1927 – 1947  | Wilhelm Rein       |
| 1947 – 1992  | Erwin Müller       |
| 1992 – 1996  | Axel Korsch        |
| 1996 – 2010  | Jörg Dampke        |
| 2010 – 2018  | Michael Althoff    |
| 2018 – 2021  | Daniel Gansen      |
| 2021 – 2022  | Dietmar Ripplinger |
| 2022 – jetzt | Ekkart Kleinod     |